# 长穗桦
长穗桦（学名：Betula cylindrostachya）是桦木科桦木属的植物。分布在印度以及中国大陆的云南、西藏等地，生长于海拔2,500米至2,800米的地区，常生长在林中，目前尚未由人工引种栽培。